# Kulturkaleidoskop Hannover

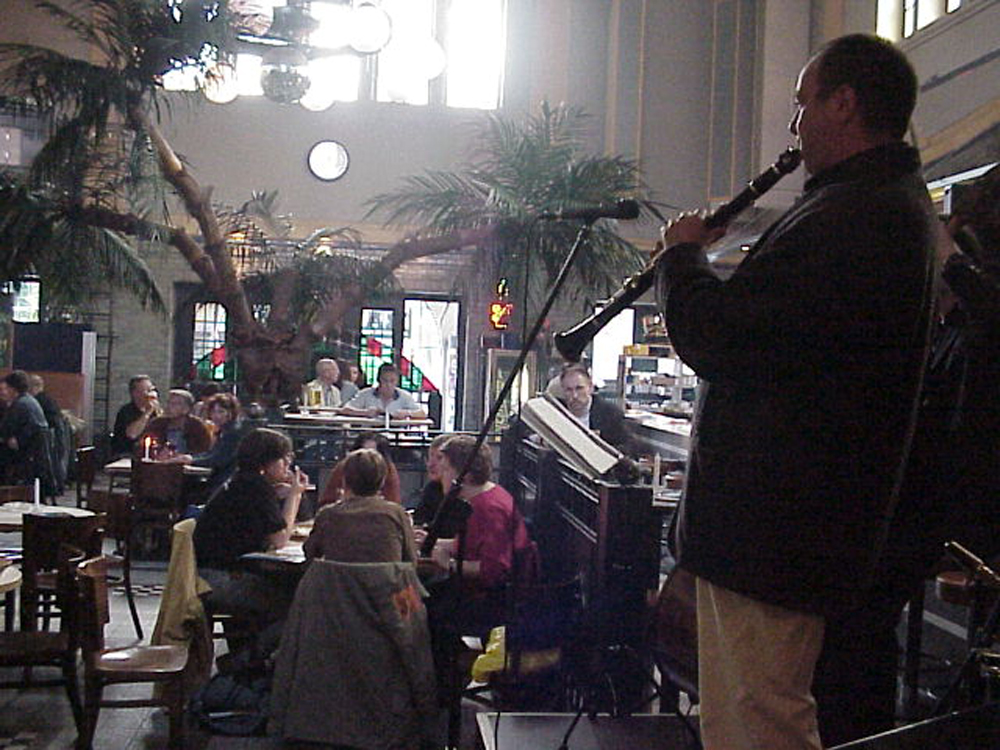
When you’re Smiling; Golden Age im Bismarck-Bahnhof am 5. bis 7. Juni 2000

KulturKaleidoskop Hannover war eine Veranstaltungsreihe darstellender und bildender Kunst in der Region Hannover während der Weltausstellung EXPO 2000 in Hannover.

## Geschichte und Beschreibung

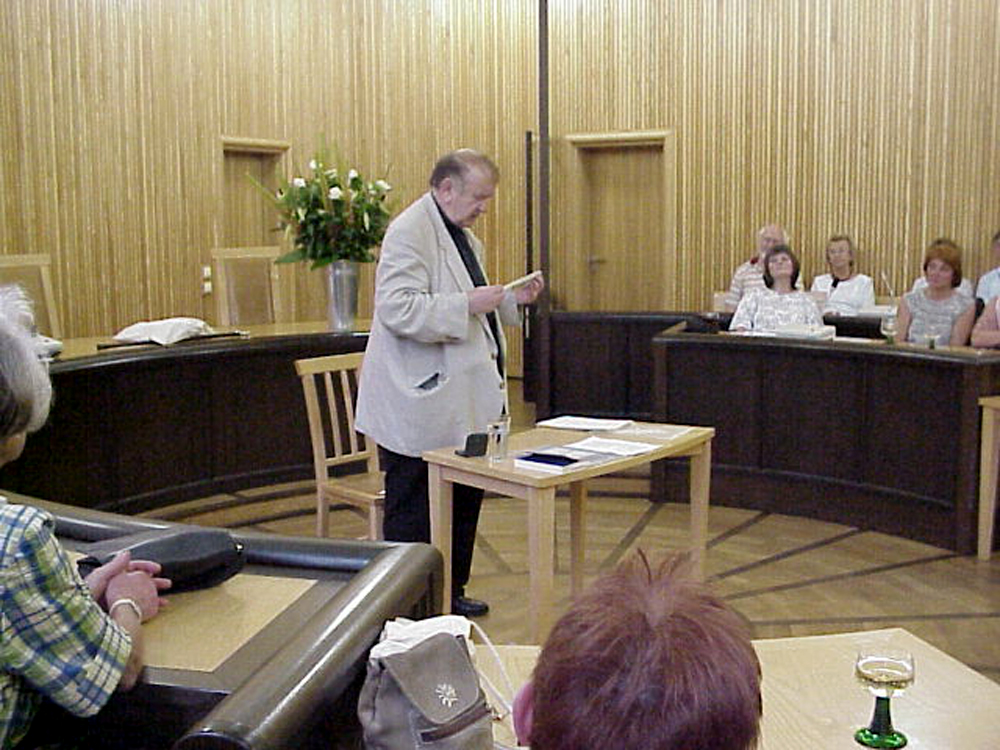
Lauter Lügen; Alexander May im Landgericht Hannover, 14.–16. August 2000

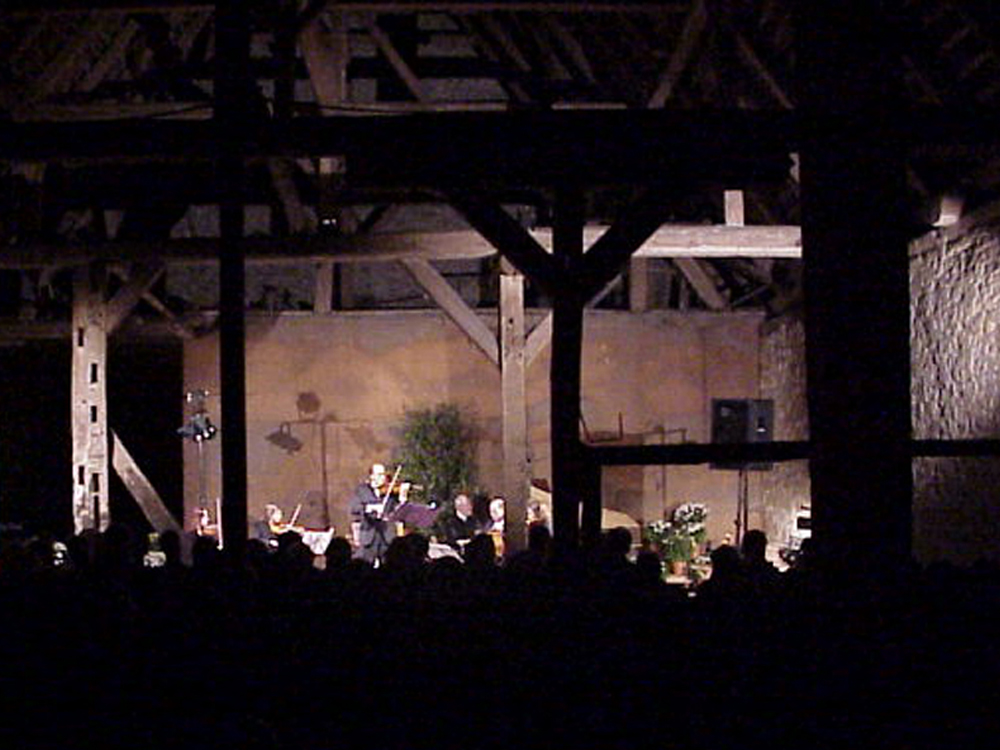
Barock und Bel Canto in Barsinghausen,
Kammerorchester Hannover, Rittergut Stemmen, 15. und 16. September 2000

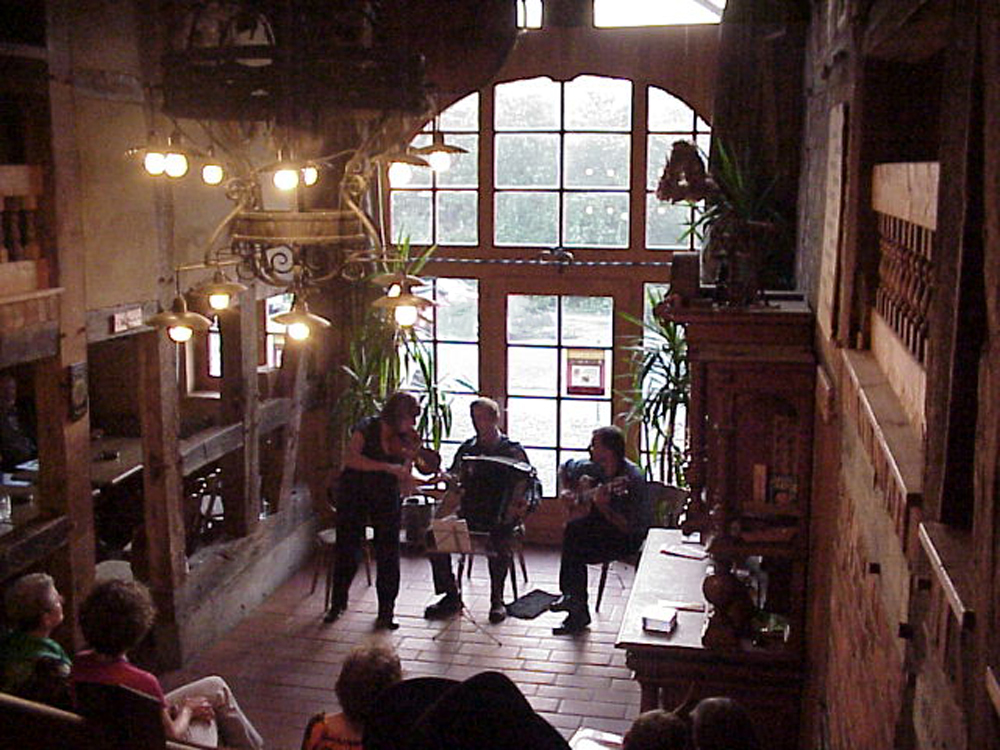
Dreyt zikh a Velt; Trio Oyftref im Zunfthaus in Hannover-Bothfeld 17. bis 18. August 2000

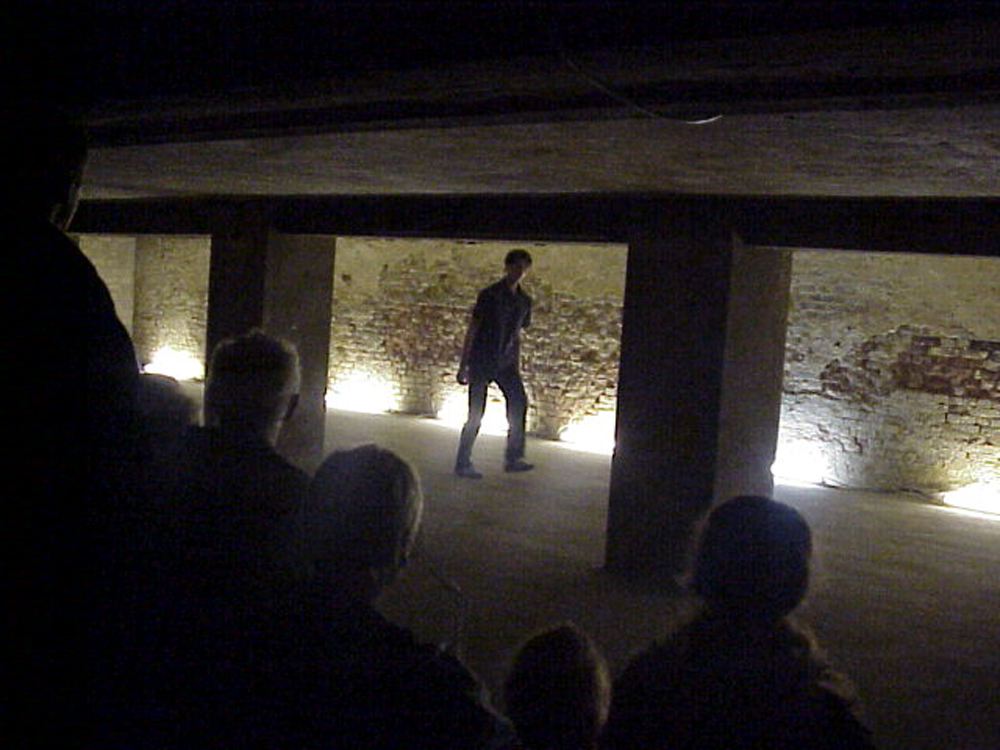
Cut II; Tanzcompagnie Hans Fredeweß im Keller vom Atelier Block 16, Hannover-Nordstadt, 27. bis 29. Juli 2000

Das Kulturkaleidoskop Hannover entstand in der Vorbereitungsphase zur Weltausstellung, nachdem der Wirtschaftskreis Hannover das Motto „Expo 2000 - Hannover als Gastgeber der Welt“ ausgegeben und einen Preis für Vorschläge zu dessen Umsetzung ausgelobt hatte. In der Folge entstand – als Alternative zu den geplanten und auf das Expo-Gelände beschränkten internationalen Großveranstaltungen – ein Konzept zur Präsentation regionaler Kultur durch ortsansässige Künstler. Während der gesamten Expo wurde so allabendlich in und um Hannover ein Kontrastprogramm mit Theater, Tanz und Kabarett sowie Musik von der Klassik über Jazz und Blues bis hin zu moderner Musik aufgeführt.
Die Aufführungen für das „Kaleidoskop“ waren bewusst auf authentische Lebens- und Kulturräume ausgerichtet. Teil des Programms an ungewöhnlichen Orten war der unmittelbare Austausch mit den Künstlern. Dazu zählten der Zauberkünstler DESiMO, Schauspieler wie Dieter Hufschmidt, Bengt Kiene oder Alexander May, Musiker wie Andreas Burckhardt, Theatergruppen wie Commedia Futura, Philosophen wie Gerhard Stamer oder spartenübergreifend Künstlerinnen wie die der GEDOK Hannover.
Schon im Vorfeld berichtete die Moderatorin Hanna Legatis in der wöchentlich über den Norddeutschen Rundfunk ausgestrahlten Fernsehsendung Expo-Magazin beispielsweise über die A-cappella-Show des Ensembles Ferrari Küsschen in der Waschkaue des Besucherbergwerks Klosterstollen Barsinghausen. Andere Sendungen berichteten über Aufführungen klassischer Musik im Gewächshaus des Gemüsebauers Friedhelm Nötel in Jeinsen oder die Konzertreihen auf dem Rittergut Stemmen. In der bestuhlten Scheune gastierte das Kammerorchester Hannover unter der Leitung von Adam Kostecki mit Werken von Luigi Boccherini und den vier Jahreszeiten von Vivaldi. Ergänzt wurde die Aufführung auf dem Gut der Familie Jan Friedrich von Rössing durch den Auftritt des Barockensembles Herrenhausen als „Hofgesellschaft von König Georg V.“ in historisierenden Kostümen aus der Zeit des Königreichs Hannover. Nach der Kammermusik im Hof Schnehage in Hemmingen gab es kulinarische Spezialitäten aus Niedersachsen.
Für das Konzept des Kulturkaleidoskops wurde der Amerikaner George Speckert im November 1995 durch die Expo-Generalkommissarin Birgit Breuel mit dem Hannover Preis des hannoverschen Wirtschaftskreises ausgezeichnet.

## Aufführungsorte
In der von der Landeshauptstadt Hannover von Juni bis Oktober 2000 herausgegebenen Reihe kulturkaleidoskop. made in Hannover finden sich einige hundert Veranstaltungen, verteilt auf folgende Aufführungsorte:
- Landgasthaus Zur Goldenen Linde, Großgoltern, Barsinghausen
- Alter Krug, Seelze
- Amtsgericht Wennigsen (Deister)
- Apostelkirche in Hannover
- Atelier Im Hof, Wunstorf
- Atelier Block 16, Hannover-Nordstadt
- Atelier Michael Nonn, Hannover-Badenstedt
- Atelier Nordfelder Reihe 13, Hannover-Mitte
- Klosterstollen Barsinghausen
- Bismarck-Bahnhof
- Cafeteria des Studentenwerkes, Hannover-Vahrenwald
- Die Badewanne im Freizeitheim Linden
- Kornbrennerei in Wennigsen-Bredenbeck
- Dietrich-Bonhoeffer-Kirche, Hannover-Roderbruch
- ehemalige Pädagogische Hochschule Hannover
- Eisfabrik, Hannover-Südstadt
- EXPO-Cafe, Hannover
- Freie Martinsschule, Laatzen
- Rittergut und Geburtshaus von Gerhard von Scharnhorst, Neustadt am Rübenberge, Bordenau
- GEDOK, Hannover-Zentrum
- Gewächshaus Nötel, Jeinsen
- Kastens Hotel Luisenhof, Georgssaal, Hannover-Zentrum
- Isernhagenhof, Isernhagen, Farster Bauerschaft
- Kirche Helstorf, Neustadt-Helstorf
- Klosterkirche vom Klosterkirche, Neustadt, Mariensee
- KulturBunker, Hannover-Hainholz
- Kunsthalle Faust, Hannover-Linden
- Kurt-Schwitters-Gymnasium Misburg, Hannover-Misburg
- Niedersächsisches Landesmuseum Hannover
- Landgasthaus Zur Goldenen Linde, Barsinghausen-Großgoltern
- Landgericht Hannover
- Leibnizhaus (Hannover), Hannover-Altstadt
- Liberale Jüdische Gemeinde Hannover, Hannover-Südstadt
- Lister Turm, Hannover-List
- Marlene, Hannover-Zentrum
- Martin-Luther-Kirche (Ahlem)
- Petrikirche, Hannover-Kleefeld
- Probebühne des Opernhauses Hannover
- Rittergut Stemmen, Barsinghausen
- Schlütersche, Hannover-Bult
- Schnehage Hof, Hemmingen
- St.-Nikolai-Kirche, Hannover-Limmer
- Theater an der Glocksee, Hannover
- Weinkeller zum Löwen, Neustadt
- Werkstatt Zur Gelben Tasche, Hannover-Linden
- Workshop e.V., Hannover-List
- Zunfthaus, Hannover-Bothfeld